# اوشیما (استان فوکوئوکا)

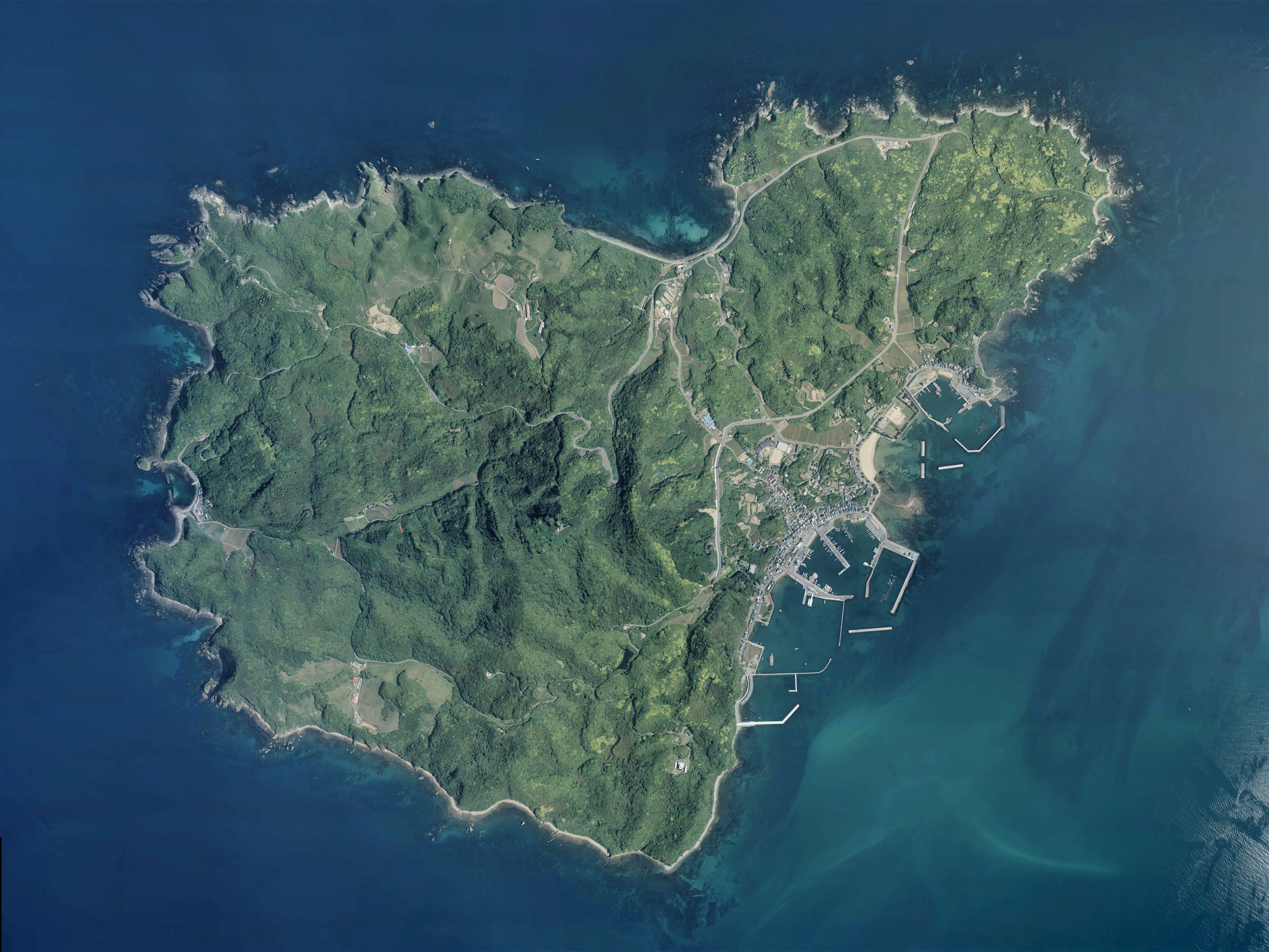
جزیره

اوشیما (به ژاپنی: 大島)، جزیره ای (جزیره مسکونی) در شهر موناکاتا، استان فوکوئوکا، رو به مرز بین دریای هیبیکینادا و دریای گنکای است. این دریاچه که با نام چیکوزن اوشیما نیز شناخته می‌شود، یکی از هفت دریاچه موناکاتا است و میراث جهانی موناکاتا تایشا ناکاتسویمیا و اوکیتسومیا یوهایشو را در خود جای داده است. این عبارت «جزیره محافظت شده خدا» است.